# Goro Adachi
Pour les articles homonymes, voir Adachi (homonymie).
Goro Adachi (安達五郎) est un sauteur à ski japonais, né le 1er janvier 1913 et mort le 13 septembre 1999.

## Palmarès

### Jeux olympiques d'hiver
| Épreuve / Édition | Lake Placid 1932 | Garmisch-Partenkirchen 1936 |
| Individuel        | 8e               | 45e                         |